# Kybunpark
El Kybunpark (entre 2008 y 2016 AFG Arena) es un estadio multiusos ubicado en la ciudad de San Galo, Suiza, inaugurado en 2008. Tiene una capacidad para unos 20 000 espectadores y su nombre se debe al patrocinador, la empresa kybun AG.
Es utilizado mayoritariamente para disputar partidos de fútbol, encuentros en los que el equipo local es el FC St. Gallen de la Superliga. Este estadio reemplazó al Espenmoos Stadium.
Cuando finalizaron las obras, el FC St. Gallen acababa de descender a la Challenge League. El St. Gallen jugó el primer partido oficial en el nuevo estadio contra el Concordia de Basilea. Philipp Muntwiler marcó el primer gol en el AFG Arena. El primer partido internacional en jugarse en el estadio fue el 30 de mayo de 2008 y enfrentó a las selección nacional Suiza contra Liechtenstein, que finalizó 3:0 para los locales ante 18 000 espectadores. La inauguración tuvo lugar el 5 de julio de 2008. Durante la Eurocopa 2008, Kybunpark fue el campo de entrenamiento de la selección nacional rumana.
Durante el verano de 2012, fue temporalmente el estadio local del FC Wil, equipo de la segunda división suiza.
El Kybunpark es utilizado también para disputar partidos amistosos entre selecciones nacionales. Por aquí han pasado equipos como Chile, España o Brasil.

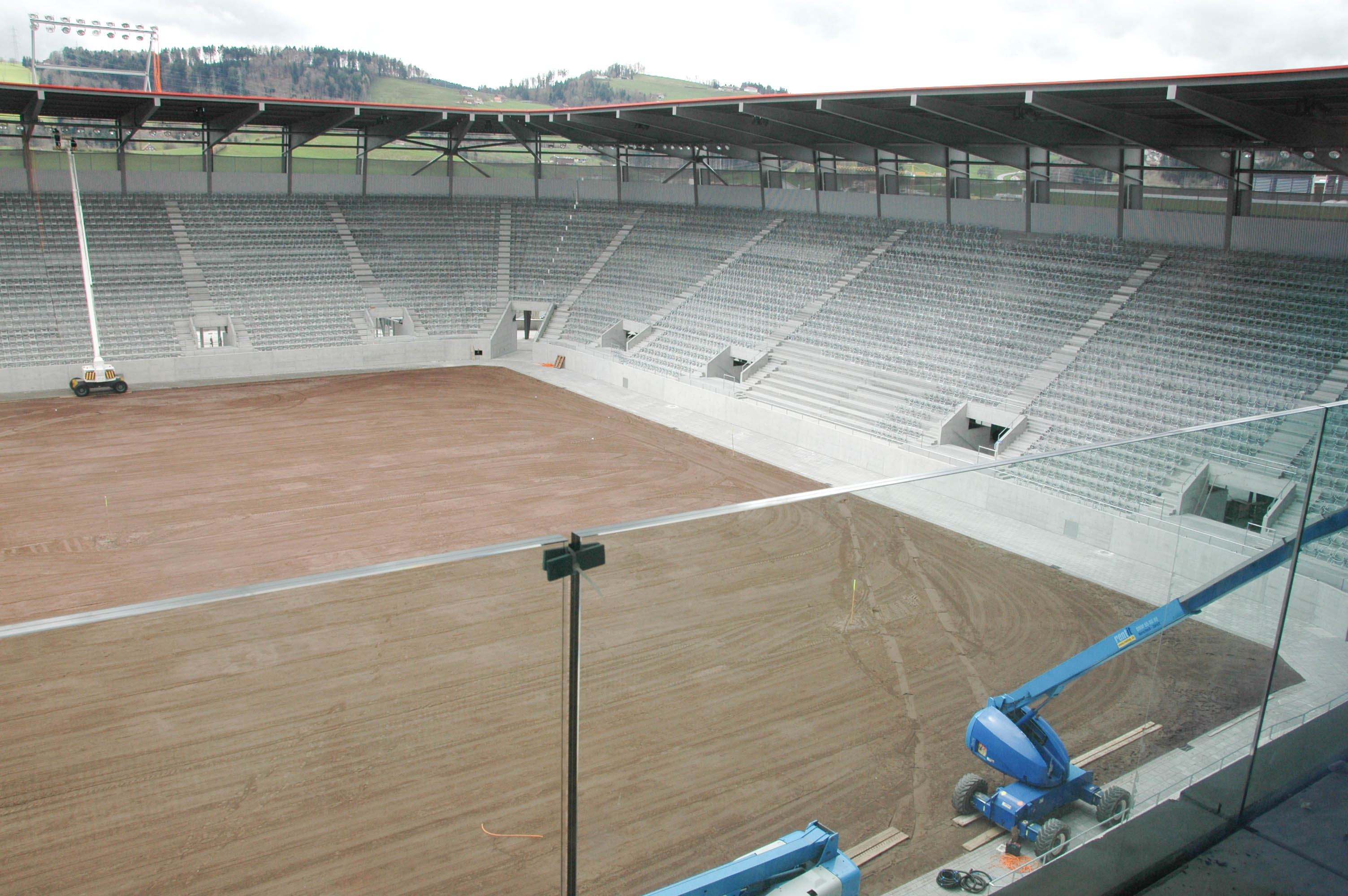
Estando en construcción (2008)